# Франчайзинг
Франча́йзинг (англиц. от franchising), или франши́за (галлиц. от franchise — «льгота, привилегия»), или комме́рческая конце́ссия — вид отношений между рыночными субъектами, когда одна сторона (франча́йзер) передаёт другой стороне (франча́йзи) за плату (паушальный взнос) право на определённый вид предпринимательства, используя разработанную бизнес‑модель его ведения: действовать от своего имени, используя технологию, сырьё, товарные знаки и/или бренды франчайзера.

## Понятие франчайзинга
В общем смысле, франчайзинг — это «аренда» товарного знака или коммерческого обозначения. Использование франшизы регламентируется договором между франчайзером (тот, кто предоставляет франшизу) и франчайзи (тот, кто её получает). Содержание договора может быть различно, от простого до очень сложного, содержащего мельчайшие подробности использования товарного знака. Как правило, в договоре регламентируется сумма отчислений за использование франшизы (она может быть фиксированная, единоразовая за определённый период, составляющая процент от продаж). Требование отчислений может и отсутствовать, но в таком случае франчайзи обязуется покупать у франчайзера определённое количество товара/работ/услуг.
Отдельным пунктом договоров могут служить условия использования товарного знака/бренда. Эти условия могут быть как довольно свободными (например, франчайзи имеет право использовать бренд в конкретной отрасли), так и жёсткими (например, франчайзи обязуется использовать оборудование в магазине в точном соответствии с требованиями франчайзера — от размеров и цвета полок до униформы персонала).
Филип Котлер выделяет следующие элементы франчайзинга:
- Франчайзер получает отчисления за использование своего товарного знака, ноу-хау, часто обеспечивает поставки сырья, компонентов, обучение персонала.
- Франчайзи покупает (выплачивает взносы) право ведения дела по схеме, разработанной франчайзером. Франчайзи сам несёт затраты на подготовку, запуск и работу своего участка.
- Франшиза — система, описывающая все аспекты и условия ведения дела, чтобы оно соответствовало требованиям франчайзера.
- Паушальный взнос (от нем. Pauschale «толстый кусок») — стоимость франшизы, фиксированная сумма, которую франчайзи платит франчайзеру на начальном этапе. Составляет обычно 9-11 % от общих стартовых затрат. Включает: бизнес-бук (регламент организации деятельности), бренд-бук (правила построения и использования элементов фирменного стиля, рекламы), управление и обучение персонала, методики продаж, рецептуры и технологии, формы учёта, отчётности, инструкции и так далее.
- Роялти — ежемесячный платёж за использование товарных знаков, патентов или иных авторских прав, принадлежащих франчайзеру. Может составлять 2-6 % от оборота/выручки франчайзи или быть фиксированной суммой или даже нулевой. Уплачивается помимо суммы рекламного взноса.
- Рекламный взнос — ежемесячный платёж в пользу франчайзера для проведения глобальных рекламных и маркетинговых кампаний. Может составлять 1-3 % от оборота/выручки или быть фиксированной суммой. Уплачивается помимо суммы роялти.

## Формы франчайзинга
- Прямой франчайзинг. Означает передачу прав по ведению дела одному лицу (на одно предприятие) с ограничением территории.
- Субфранчайзинг. При этой форме франчайзер передаёт субфранчайзеру большую часть своих прав на закреплённой территории, включая право открывать свои предприятия и продавать франшизы третьим лицам.
- Мастер-франшиза. Очень близок к субфранчайзингу и используется, как правило, в деятельности крупных международных сетей (в качестве закреплённой территории обычно выступает целая страна или группа стран). В отличие от предыдущей формы, при которой среднему звену делегируется только часть прав и обязанностей головной компании, в этом случае предполагается полная и эксклюзивная передача полномочий франчайзера мастер-франчайзи.
- Обратный. В России практикуется, в частности, компанией X5 Retail Group (бренды «Пятёрочка» и «Перекрёсток») с 2010 года. Суть заключается в том, что франчайзи выступает в роли агента, который берёт у компании-франчайзера товар на реализацию, и потом получает доход в виде % от оборота своего предприятия. Это позволяет существенно снизить первоначальные затраты на открытие, поскольку товарное наполнение такого магазина, как Перекрёсток, может составлять существенную долю от суммарного объёма первоначальных инвестиций.
- Мягкий франчайзинг. Потенциальному партнёру предлагается внести лишь половину всех средств, необходимых для открытия предприятия. Вторую половину берёт на себя управляющая компания. Позже партнёр получает возможность выкупить долю управляющей компании и стать единоличным владельцем. По такой системе действует, например, компания Mail Boxes Etc.[3]. В некоторых случаях компании могут взять на себя до 100 % необходимых для открытия предприятия инвестиций, оставив своему партнёру только управление деятельностью открытого предприятия и текущие расходы.

## Виды франчайзинга
- Товарный. Используется, в основном, в торговой сфере. Франчайзи получает право реализовывать товары, выпущенные франчайзером или под его торговой маркой. Франчайзинговый договор регламентирует технологию продаж, ассортимент услуг и товаров и чёткие правила использования торговой марки производителя. Пример — фирменный магазин по продаже обуви или одежды.
- Производственный (промышленный). Франчайзи получает право на производство и продажу продукции под фирменным знаком франчайзера. Франчайзи получает технологию и ключевое сырьё, оговариваются требования к производственному процессу, объёму выпускаемой продукции, её качеству, планы продаж, квалификация персонала, отчётность.
- Сервисный. Франчайзи предоставляется право заниматься определённым видом услуг под торговой маркой франчайзера, который обеспечивает партнёра оборудованием, рекламной и маркетинговой технологией. Кроме поддержки, компания-франчайзер осуществляет контроль за работой. Пример сервисного франчайзинга — сеть химчисток.
- Бизнес-формат. Франчайзер передаёт партнёру не только права продаж, но и лицензию на организацию данного вида дела. В документах чётко оговаривается концепция предпринимательства, даются подробные инструкции по обучению сотрудников, требования к оформлению интерьера, к униформе персонала. Регламентируется рекламная политика, ведение отчётности, взаимоотношения с поставщиками товара.

## История возникновения франчайзинга

### Рынок услуг
Прототипом современной системы франчайзинга принято считать систему продаж и обслуживания швейных машин Зингера. Основатель всемирно известной компании «Singer Sewing machine company» Исаак Зингер стал родоначальником современного франчайзинга. Начиная с 1851 года, фирма Зингера заключала с дистрибьюторами товара письменный договор на передачу франшизы, договором передавалось право на продажу и ремонт швейных машинок на определённой территории Соединённых Штатов.
На момент организации первой в мире полноценной франчайзинговой системы фирма Зингера обеспечила массовое производство швейных машин, позволяющее поддерживать самые конкурентные цены, но при этом не имела налаженной системы сервиса, которая позволила бы организовать обслуживание и ремонт машин на всей территории США. В связи с этим и была создана франчайзинговая система, которая предоставляла финансово-независимым фирмам исключительные права продавать и обслуживать швейные машины на определённой территории. Эти первые франшизы, по своей сути, были действующими дистрибьюторскими соглашениями с дополнительными обязанностями франчайзи (дилера) обслуживать машины.
В 1920-х годах в США начал развиваться стандартный товарный франчайзинг. По принципу франчайзинга начали строить свои взаимоотношения с владельцами розничных магазинов крупные оптовые поставщики. Оптовый продавец (или франчайзер) давал возможность небольшим розничным торгующим организациям получать дополнительно многочисленные скидки, использовать марку торговой фирмы и при этом сохранять свою независимость.
После кризиса в экономике США 1930 года франчайзинг начали осваивать нефтеперерабатывающие компании. Так появились первые сетевые бензоколонки, принадлежавшие независимым франчайзи. Как правило, заправочные станции передавались мелким местным предпринимателям на условиях аренды.
Классический товарный франчайзинг, распределяющий в системе франчайзер — франчайзер товары, и услуги начал видоизменяться только в 1950-х годах.
В 1945 году Рэй Крок, будущий основатель компании Мак Дональдс, заинтересовался причинами популярности одного небольшого ресторана в San Bernardino на Западе США. В результате он обратился к владельцам успешного ресторана и вскоре получил лицензию на право купли-продажи таких же ресторанов. В 1955 году Рэй Крок основал компанию Мак Дональдс Систем, Инк., которая является родоначальником франчайзинга делового формата (Business Format Franchisings), то есть франчайзинга в его современном виде, когда вместе с франшизой передаётся целая система ведения бизнеса.
В России и СНГ франчайзинг появился в начале 1990-х годов. Пионером франчайзинга в России стал Владимир Довгань с франшизами «Дока-хлеб» и «Дока-пицца». Машиностроительное предприятие «Дока» в Тольятти в 1990 начало выпуск оборудования, покупатели которого получали не только мини-пекарни, но и готовые бизнес-технологии. С 1990 по 1994 годы под брендами «Дока-пицца» и «Дока-хлеб» работало более 800 пекарен по всему СНГ. В 1994 году Владимир Довгань опубликовал книгу «Франчайзинг: путь к расширению бизнеса. Практическое пособие для предпринимателей», описав не только теорию, но и практику реализации. В 1995 году резко подорожали электричество и металл, что привело к закрытию производства, а вместе с ним и первой российской франчайзинговой сети. В 1997 году компания «Дока-хлеб» была признана банкротом.
Следующей компанией, которая начала активно завоёвывать рынок франчайзинга в России, стала компания ГМР «Планета гостеприимства» — в 1997 году они вышли на рынок с мастер-франшизой «Sbarro». В том же году начала активную работу ГК «Спортмастер», которая привела именитые зарубежные спортивные и одёжные бренды (Kettler, Columbia, o’Neil), и начала развивать собственные мультибрендовые магазины («Footerra», «Спортландия»). Активно развивалась и франшиза VKO — туроператора, который позже объединился с Mostravel и «Вояж Киев» и образовали «TUI Россия и СНГ».
В том же году была создана Российская Ассоциация франчайзинга.
2003 год — проведена первая выставка франшиз BUYBRAND Expo. В России на тот момент работает не более 10-15 франчайзинговых компаний.
В 2004 году в Россию пришли бренды «Sela», основанная российскими предпринимателями Аркадием Пекаревским и Борисом Остробродом в 1991 году, и «Subway». В этот же год издаётся журнал «Франчайзинг в России».
В середине двухтысячных годов на рынке России появились франшизы Milavitsa, 2ГИС, Бэби-клуб, Алфавит, BERGhoff, Азимут отель, Национальный банк сбережений, News Media (газеты «Жизнь» и «Твой день»), EVITA, Кофеин и многие другие. Компания «Fransh стратегия роста» выпустила первый печатный каталог франшиз в России, а также была основателем первого российского интернет-каталога франшиз «БиБосс».
Кризис 2008 года больно ударил по игрокам рынка франчайзинга — в течение 2008—2009 года многие компании либо прекратили свою франчайзинговую деятельность, либо покинули рынок России. Восстанавливаться ситуация начала только к 2010 году, а в 2011 году количество франчайзеров почти в 2 раза превысило докризисные показатели.

### Производство товаров
В производстве товаров также встречается франшиза. Одной из известных компаний, использующих товарную франшизу, является компания Пепси.
Кризисные явления конца 2014 года сказались в первую очередь на компаниях, зависящих от импорта товаров либо ингредиентов. Это существенно изменило расстановку сил на рынке франчайзинга в России. По результатам рейтинга портала БиБосс, почти все иностранные одёжные бренды ушли во вторую половину сотни лучших франшиз, освободив свои позиции российским производителям, а также компаниям, не зависящим от импорта — сфере услуг и IT-предприятиям. Кроме того, существенный рост по итогам 2014 года также показала отрасль микрофинансирования — населению стали требоваться мгновенные займы в большем объёме, что привело к росту продаж франшиз этой категории.

## Критерии выбора франшизы
На франчайзинговом рынке России на сентябрь 2019 года присутствует более 3000 компаний. При этом лишь малая часть из них являются реально действующими компаниями. Чтобы правильно оценить франшизу, рекомендуется обращать внимание на ряд моментов.

### Анализ франшизы по открытым ресурсам
О каждой франшизе можно найти массу информации, начиная от отзывов, и заканчивая непосредственно адресами уже действующих франчайзи. Вполне можно пообщаться как с представителями компании, так и с их клиентами.

### Динамика компании
Важным критерием при оценке компании может служить количество повторных покупок, когда уже действующий партнёр-франчайзи покупает ещё вторую, третью и последующие франшизы. Это — показатель максимального качества и прибыльности франшизы.

### Поддержка франчайзи
Важно оценить, насколько хорошую поддержку оказывает компания-франчайзер. Проще всего это сделать на основании общения с уже действующими франчайзи.

### Юридический анализ
Простой юридический анализ легко осуществить перед покупкой франшизы. Для этого достаточно на основании договора проверить по открытым базам аспекты сделки: юридическое лицо, его судебную историю по картотеке арбитражных дел, наличие исполнительных производств и прочее. Известны случаи, когда франшизу продавала компания, находящаяся на стадии банкротства. Также по открытому реестру товарных знаков можно проверить товарный знак: когда и кем он был зарегистрирован, случилось ли это до начала продаж франшизы, оценить объём зарегистрированных лицензионных договоров.

### Рейтинги франшиз
Рейтинги франшиз составляются информационными порталами для того, чтобы потенциальные покупатели франшиз могли сориентироваться в рынке и выбрать ту франшизу, которая подходит именно им. Использование рейтингов франшиз позволяет упростить процесс выбора и анализа интересной вам франшизы. Разные информационные ресурсы выбирают разные методики составления рейтинга, но есть и объединяющие их черты.
Исторически первый рейтинг франшиз России был выпущен бизнес-порталом БИБОСС 5 апреля 2012 года. Рейтинг был основан на количественных характеристиках компаний — количество открытых точек, количество повторных открытий уже существующим партнёром (характеристика, которая указывает на качество франшизы), объёмы закрытий и динамика развития сети. Рейтинг БИБОСС был ежегодным до 2018 года, когда была пересмотрена методология рейтинга, и с тех пор франшизы в рейтинге оцениваются не только по количественным показателям, но и по показателям привлекательности для потенциального покупателя франшизы. Эта оценка осуществляется с привлечением «тайных покупателей». Также с 2018 года рейтинг портала БИБОСС стал фиксироваться ежемесячно, присутствует возможность смотреть текущую ситуацию на рынке в режиме «онлайн».
Следом за порталом БИБОСС 6 июля 2012 года свой рейтинг выпустил журнал Forbes Russia. В данный момент это второй старейший рейтинг франшиз России, который обновляется ежегодно. В качестве основного критерия они используют оценку прибыльности франшиз, которая рассчитывается исходя из финансовых показателей компаний-франчайзеров.
1 июня 2016 года свой рейтинг решил представить рынку и известный аналитический портал РБК. Их методика отличалась от всех представленных ранее рейтингов тем, что они оценивали только официальные данные по количеству заключённых договоров коммерческой концессии или лицензионных договоров (эти два вида договоров являются популярными способами договорного оформления франчайзинговых отношений в России). Рейтинг РБК неоднократно критиковался различными изданиями и экспертами рынка за то, что их методика не позволяет охватить все франшизы — многие компании используют договорные структуры, не требующие обязательной регистрации в Роспатенте, и соответственно не оцениваются экспертами РБК. Рейтинг франшиз РБК также обновляется ежегодно, последние года в качестве соавторов они стали привлекать экспертов известной консалтинговой компании Франкон, представителей портала Franshiza.ru
Таким образом, к 2016 году на рынке были представлены все основные виды рейтингов франшиз, необходимые покупателям — рейтинг БИБОСС, основанный на динамике развития и покупательской привлекательности франшиз, рейтинг Forbes, основанный на финансовых результатах компаний, и рейтинг РБК, который базируется на официальных данных Роспатента. После этого на рынке стали появляться иные рейтинги франшиз от сторонних порталов и экспертов рынка, в большинстве своём использующие либо методику, аналогичную первому рейтингу портала БИБОСС (учитывается динамика развития и зависимость её от количества инвестиций), либо оценивающие популярность франшиз на данной рекламной площадке (количество просмотров и входящих заявок на ту или иную франшизу).
В данный момент (февраль 2020 года) экспертной группой, включающей в себя представителей ТПП РФ, членов банковского сообщества, представителей ведущих интернет-площадок (БИБОСС, Franshiza.ru) и организаторов оффлайн-мероприятий (BuyBrand, Национальный фестиваль франшиз), а также других экспертов рынка, ведётся активная работа по разработке единого рейтинга франшиз, который удовлетворял бы требованиям как покупателей франшиз, так и других заинтересованных участников рынка, например банков, которым необходимо оценивать надёжность потенциального заёмщика. Результаты работы этой экспертной группы планируется представить рынку и направить в соответствующие правительственные институты в середине марта 2020 года.
С 2019 года портал Businessmens.ru ежегодно составляет некоммерческий рейтинг франшиз по данным из официальных источников. В основе расчёта лежит инвестоёмкость предложения (сумма вложений для запуска бизнеса по франшизе), а также количество открытых точек за год. Расчёт понижает вес «дешёвых» франшиз и повышает вес «дорогих», то есть для равного места в рейтинге можно за год продать много дешёвых или немного дорогих франшиз.
В марте 2021 года свой рейтинг представил портал Topfranchise.ru. В основе методики — опрос действующих франчайзи. Те, кто уже купил франшизу, оценивают то, как компания-франчайзер помогала им, и оправдались ли заявленные при заключении договора сроки окупаемости и уровень прибыльности. По мнению авторов методики, никто не может лучше оценить франшизу, чем её франчайзи. Рейтинг критиковался участниками рынка за то, что не охватывает все франшизы, представленные в России. Участие в рейтинге Topfranchise.ru добровольное, каждый месяц добавляются новые франшизы. Контакты франчайзи предоставляют сами франшизы.
По результатам 2023 года, свой рейтинг франшиз представил проект «Франшизы России». Методика ранжирования построена на базе показателей франшизеров, в соответствии с открытыми данными государственных реестров. Были проанализированы показатели 364 франшиз, лучшими из них признаны 14 франшиз, среди которых Stardogs, Советская аптека, Копирка, Баскин Роббинс и другие.

## Франчайзинг по российскому праву: практика рынка
В российском законодательстве отсутствует такое понятие, как «франчайзинг». Поэтому компании используют разные способы оформления франчайзинговых отношений. Наиболее популярным является договор коммерческой концессии

### Договор коммерческой концессии
По договору коммерческой концессии одна сторона (правообладатель) обязуется предоставить другой стороне (пользователю) за вознаграждение на срок или без указания срока право использовать в предпринимательской деятельности пользователя комплекс принадлежащих правообладателю исключительных прав, включающий право на товарный знак, знак обслуживания, а также права на другие предусмотренные договором объекты исключительных прав, в частности на коммерческое обозначение, секрет производства (ноу-хау).
Договор коммерческой концессии предусматривает использование комплекса исключительных прав, деловой репутации и коммерческого опыта правообладателя в определённом объёме (в частности, с установлением минимального и (или) максимального объёма использования), с указанием или без указания территории использования применительно к определённой сфере предпринимательской деятельности (продаже товаров, полученных от правообладателя или произведённых пользователем, осуществлению иной торговой деятельности, выполнению работ, оказанию услуг).
Сторонами по договору коммерческой концессии могут быть коммерческие организации и граждане, зарегистрированные в качестве индивидуальных предпринимателей.

#### Слабые места договора коммерческой концессии
- Недостаточная защита конфиденциальной информации. Несовершенство законов отражается на трудности осуществления полной сохранности коммерческой тайны. Данный недостаток системы отражается как на франчайзерах, так и на их франчайзи: из-за опасения разглашения важной информации владельцы франшизы не включают во франчайзинговый пакет все данные, касающиеся ведения дела.
- Отсутствие законодательной защиты в тех случаях, когда франшизные предприятия оказываются убыточными из-за действия субъективных факторов (некомпетентное руководство, несоблюдение производственных стандартов и рекомендаций франчайзера и т. п.), и неудачливые франчайзи дискредитируют весь бренд в целом.
- Отсутствие законодательной защиты в тех случаях, когда бывшие франчайзи выходят из франшизной сети и открывают собственное дело под уникальным брендом, при этом используя все технологии, наработки и рекомендации, которые когда-то предоставил им франчайзер. В этом случае бывшие партнёры превращаются в прямых конкурентов, и единственный способ, доступный франчайзерам для предотвращения такого поворота событий — это опять-таки предоставление неполных данных о своей бизнес-системе.
- Солидарная ответственность за качество продуктов. По сути, такой род ответственности подразумевает совместное ведение дела, а франшиза как раз-таки предполагает, что франчайзи обладает гораздо большей автономностью, чем филиал головной компании. Франчайзер контролирует только те стороны предпринимательской деятельности своего франчайзи, которые предусмотрены договором коммерческой концессии — головная компания не вправе заходить за его рамки и не может воспрепятствовать франчайзи, даже если в его деле присутствует недобросовестность. При этом ответственность за нарушение качества франчайзер и франчайзи несут вместе.
- Изменение условий договора о коммерческой концессии при его продлении, которое возможно только при обоюдном согласии. Франчайзи, который желает пролонгировать пользование франшизой, не согласится на ухудшение условий, и это часто идёт вразрез с деловыми интересами франчайзера, поскольку ситуация на рынке может кардинально измениться с момента подписания договора, и владелец франшизы, вкладывавший свои ресурсы в развитие бренда, несёт убытки.

### Лицензионный договор
Лицензионный договор — это документ, оформляющий передачу права на результат интеллектуальной деятельности или средство индивидуализации (далее для краткости мы будем называть их «благом»).

#### Субъекты лицензионного договора
- Владелец блага — Лицензиар
- Получатель блага — Лицензиат

В отличие от договора коммерческой концессии, и лицензиар, и лицензиат могут быть физическими лицами. Если договор подписывается между двумя коммерческими организациями (юр.лицами или ИП), он обязательно должен быть возмездным. Если в договоре участвует некоммерческая организация или физическое лицо — договор может быть безвозмездным.
Предметом лицензионного договора может выступать любая интеллектуальная собственность: товарный знак, средства индивидуализации (например, фирменный стиль), ноу-хау (в таком случае лицензиар должен обладать патентом), секреты производства, база знаний, IT-система.
В отличие от договора коммерческой концессии, который может быть бессрочным и не привязанным к конкретной территории, лицензионный договор всегда включает в себя территорию предоставления права и время предоставления (5 лет, если в договоре не прописано иной срок).
Лицензионный договор обязан содержать не только объект (например, товарный знак), но и способы его использования (например, демонстрация на вывеске, рекламных материалах и т. д.). Лицензиат должен отчитываться об использовании блага.

## Преимущества франчайзинга

### Преимущества для франчайзера
Для франчайзера преимущества заключены в нескольких аспектах:
- Рост дела не требует усложнения менеджмента. Функции региональных менеджеров выполняют деловые партнёры, которые мотивированы не только высоким доходом, но и несут часть деловых рисков. Это упрощает администрирование для франчайзера.
- Снижается потребность в капитале. Каждый франчайзи самостоятельно несёт затраты на подбор и обучение персонала, контроль качества, рекламу, покупку оборудования и расходных материалов. Совокупно это существенные бесплатные вложения в инфраструктуру дела правообладателя, которые не требуют усилий по их привлечению и контроля использования.
- Скорость роста. Благодаря тому, что франчайзинг позволяет компаниям открывать собственные представительства, не усложняя при этом менеджмент и не неся серьёзных финансовых затрат — франчайзинг позволяет расти и развиваться намного быстрее, чем если делать это полностью собственными силами, и намного дешевле, чем если идти путём слияния и поглощения других компаний.
- Роялти и увеличение продаж. Помимо платы за франшизу, вполне возможен рост продаж ключевой продукции, так как франчайзи обязаны покупать определённые договором партии товара, расходных материалов или иной продукции/услуг. Стабильный доход позволяет планировать его на будущее, а значит, планировать развитие новых направлений.
- Реклама. Развитие франчайзинговой сети является отличной рекламой бренда, не требующей специальных финансовых вложений.

### Преимущества для франчайзи
- Использование проверенной бизнес-системы. Прежде чем предлагать свою франшизу на рынке, франчайзер должен «довести до ума» свою бизнес-систему, отработать все деловые процессы и доказать эффективность своего предпринимательства. Более того, франчайзер для эффективного развития франчайзинговой сети должен иметь флагманское предприятие, на основании которого и происходит клонирование дела. Поэтому, приобретая франшизу, предприниматель приобретает уже проверенную и отработанную бизнес-модель, которая доказала свою эффективность.
- Возможность выбора отрасли. Потенциальный франчайзи имеет возможность ознакомиться с бизнесом франчайзера до этапа инвестирования собственных средств. Это можно сделать на основе открытой информации — коммерческого предложения франчайзера и его действующих предприятий, как собственных, так и партнёрских.
- Возможность снизить риски. Открывая партнёрское предприятие, при хорошо проработанной франчайзинговой программе, франчайзи становится частью «семьи», то есть, в отличие от открывающегося независимого предприятия, франчайзер не оставляет партнёров один на один с множеством проблем и рисков начинающего дела.
- Удачный выход на рынок обеспечен. Одним из основных требований к франшизоспособному делу является востребованность предоставляемых компанией-франчайзером товаров или услуг. Поэтому, покупая успешную деловую идею и начиная свою деятельность под уже известным брендом, франчайзи к началу открытия своего предприятия уже имеет круг лояльных бренду потребителей.
- Минимальные затраты на рекламу и маркетинг. В связи с тем, что франчайзи начинает вести свою деятельность как часть известной сети, его затраты на первоначальную рекламу сводятся к обеспечению рекламы открытия франчайзингового предприятия на локальном рынке. Так же дело обстоит и с текущей рекламой, которая направлена на «раскрутку» франчайзинговой сети в данном конкретном регионе.
- Получение доступа к базе знаний франчайзера. Франчайзер, предоставляя партнёрам свою бизнес-систему, передаёт не только отлаженный механизм, но и «инструкцию» по её эффективному использованию.

Франчайзер обучает своих партнёров тому, как нужно эффективно строить дело, учитывая все его специфические особенности.
- Гарантированная система поставок. Так как франчайзинг, как правило, для компаний является приоритетным направлением деятельности, и партнёры — франчайзи — имеют самые лучшие условия, франчайзер стремится обеспечить данное направление наибольшими ресурсами, в том числе это касается и вопросов поставки.
- Диверсификация. Покупка франшизы может быть вариантом диверсификации из смежной отрасли, что позволяет снизить затраты и время на расширение дела.

## Недостатки франчайзинга

### Риски франчайзера
- Потеря эксклюзивности. Франчайзер передаёт свою интеллектуальную собственность всем своим франчайзи, и с ростом сети становится всё сложнее отслеживать распространение этой информации и защищать коммерческую тайну.
- «Взращивание» конкурентов. Известны случаи, когда бывшие партнёры после истечения срока лицензионного договора не продлевали его, но продолжали пользоваться полученной информацией в своей хозяйственной деятельности. В таких случаях не всегда получается привлечь бывшего партнёра к ответственности[19]
- Потеря репутации. Пристальный контроль за деятельностью партнеров-франчайзи часто бывает практически невозможен, например в сфере услуг или общественного питания. При этом любая ошибка партнёра, такая как некачественно приготовленная еда или плохо сделанная причёска — может повлиять на репутацию всего бренда и всей сети
- Доход меньше, чем от собственной сети. При развитии сети предприятий без участия партнеров-франчайзи компания получает всю прибыль от деятельности каждого предприятия. В случае c франчайзингом зарабатывать получается только на роялти, которое составляет лишь какую-то долю от чистой прибыли предприятия.
- Ограничения в развитии. Многие модели франчайзинга подразумевают предоставление эксклюзивных прав на территорию. В случае, если партнёр окажется недостаточно активным, компания-франчайзор лишает себя возможности увеличить темпы развития на этой территории, пока не истечёт договор с партнёром, за которым закреплены эксклюзивные права.

### Недостатки для франчайзи
- Франчайзи вынуждены следовать правилам и ограничениям, установленным франчайзером, даже если они не приносят максимальной пользы делу.
- Франчайзи часто обязаны закупать сырьё и продукцию у поставщиков, назначенных франчайзером, что может ограничивать их доступ к свободному рынку и вынуждать покупать сырьё и продукцию по завышенным ценам.
- Для франчайзи могут быть установлены жёсткие ограничения на выход из дела, включая запрет на открытие конкурирующих организаций в течение определённого срока или на определённой территории.
- Франчайзи редко могут оказать влияние на вопросы централизованного маркетинга и рекламы, но при этом могут быть вынуждены оплачивать централизованные маркетинговые и рекламные кампании. Таким образом, их средства могут использоваться не в их лучших интересах.

## Известные компании-франчайзеры
Существует множество компаний, которые предоставляют «бизнес под ключ». При этом название «компания-франчайзер» не означает, что компания занимается исключительно развитием франчайзинга, но так же может работать с дистрибьюторами, либо самостоятельно.

### Рынок услуг и торговля
- Вопреки расхожему мнению, только 15 % ресторанов McDonald’s в мире принадлежат непосредственно корпорации McDonald’s; все остальные являются собственностью генеральных (национальных) дистрибьюторов (франчайзи). Условия использования очень жёсткие — договором регламентируются даже такие мелочи, как цветовая гамма и размер столиков.
- Известный производитель спортивной одежды Columbia sportswear company в настоящее время полностью перешёл на продажи по франчайзингу. Условия использования не очень жёсткие, главные требования — наличие торговой площади не менее 100 м², в отдельно стоящем здании на проходной торговой улице или в торговом центре и стартовая закупка товара минимум на 80 тыс. долларов.
- В России франчайзинговой деятельностью известны компании 1С (в 2019 году насчитывается около 7000 франчайзи[20]), X5 Retail Group — 8363 универсама «Пятёрочка», 539 супермаркетов «Перекрёсток», 91 гипермаркета «Карусель», 194 магазинов «Перекрёсток Экспресс» (на 31 декабря 2016 года).
- METRO Cash & Carry предлагает франшизу розничной торговли «Фасоль» (на конец 2017 года около 300 магазинов).

## Количество франшиз в России
По состоянию на начало 2025 года в России насчитывается порядка 2925 компании, продающих франшизу. Прирост за пять лет составил 34,3 %. Количество франчайзинговых точек выросло с 65 тыс. в 2020 году до 93,1 тыс. Значительная масса франшиз сконцентрирована только в двух городах — в Москве и Санкт-Петербурге — на них приходится 28 % открытия от всех новых франшиз в РФ.